# Оберг, Понтус
Понтус Оберг (швед. Pontus Åberg; род. 23 сентября 1993, Стокгольм) — шведский хоккеист, нападающий.

## Карьера
Начал заниматься хоккеем в родном городе, в спортивной школе «Фарста» из одноимённого района Стокгольма. В 2008 году попал в систему хоккейного клуба «Юргорден», за который выступал на протяжении пяти лет. За время выступления в «Юргордене» хорошо себя зарекомендовал, становился неоднократным обладателем медалей на юниорском уровне, а также вызывался под флаг юниорской сборной Швеции на Мировой кубок вызова в 2010 году. На Драфте НХЛ 2012 году был выбран клубом «Нэшвилл Предаторз» во 2-м раунде под общим 37-м номером, а также, в 2012 году, хоккеист попал на драфт юниоров КХЛ, где во 2-м раунде под 66-м номером его подписал питерский СКА. В сезоне 2013/2014 перешёл в другой шведский клуб «Ферьестад», в составе которого завоевал серебряные медали шведской лиги SHL.
В 2014 году переехал в штаты, где стал выступать в лиге АХЛ за «Милуоки Эдмиралс» — аффилированный клуб «Нэшвилл Предаторз». За основной состав Нэшвилла Понтус дебютировал в Плей-офф Кубка Стэнли 2016, отыграв в двух матчах против «Сан-Хосе Шаркс». В сезоне 2016/2017 дебютировал в НХЛ. В матче регулярного сезона против «Сент-Луис Блюз», который состоялся 10 ноября 2016 года заработал первое результативное очко, став автором голевой передачи. 17 ноября 2017 года забросил первую шайбу в НХЛ, в ворота «Оттавы Сенаторз». В целом, этот сезон стал самым успешным, на сегодняшний день, в заокеанской карьере хоккеиста, так как «Нэшвилл Предаторз» дошёл до финала Кубка Стэнли 2017 и лишь в финале уступил, по итогу 6 матчей, «Питтсбург Пингвинз». Последующие сезоны Оберг пытался закрепиться в других клубах НХЛ, таких как: «Эдмонтон Ойлерз», «Анахайм Дакс», «Миннесота Уайлд» и «Торонто Мейпл Лифс», однако эти попытки нельзя считать успешными. Сам хоккеист прокомментировал свою игру так:

Закрепиться техничным нападающим из Европы в НХЛ очень сложно: для топ-6 им не всегда хватает скиллов, а в нижних тройках приходится заниматься черновой работой, что не делает игроков эффективными. «Когда получаешь мало игрового времени, не выходишь в большинстве, сложно показать, на что ты способен. Ты должен каждый матч проводить на очень высоком уровне, чтобы не выпадать из топ-6. Сыграл чуть хуже, и ты снова в четвёртой тройке. И там ты должен забивать, но это ведь не всегда получается».
— Интервью для издания «БИЗНЕС Online»
В декабре 2019 года стало известно, что санкт-петербургский клуб СКА, который имел приоритетные права на хоккеиста в России, произвёл обмен с другим клубом из КХЛ, подмосковным «Витязем», в результате которого Оберг, по окончании контракта за океаном, мог переехать в Подольск. В мае 2020 года, в результате обмена с «Витязем» на денежную компенсацию, челябинский хоккейный клуб «Трактор» официально подписал Оберга на один сезон, о чём заявил спортивный директор клуба Роман Беляев. В составе челябинской команды провёл полноценный сезон, отыграл в 54 матчах (включая игры плей-офф), забросил 10 шайб и отдал 13 результативных передач.
29 июля 2021 года вернулся в Северную Америку, подписав однолетний двухсторонний контракт с «Оттавой Сенаторз».

## Достижения
- Золотые медали шведской юниорской лиги U16 (2008/2009)
- Серебряные медали юниорской лиги Rikspucken (2008/2009)
- Бронзовые медали юниорского Кубка Вызова U17 (2010)
- Серебряные медали шведской юниорской лиги U18 (2010/2011)
- Бронзовые медали шведской молодежной лиги U20 (2010/2011)
- Серебряные медали шведской лиги SHL (2013/2014)